# Trận Nghiệp Thành (204)
Trận Nghiệp Thành (chữ Hán: 邺城之战 - Nghiệp Thành chi chiến) là trận giao tranh giữa hai lực lượng quân phiệt Tào Tháo và Viên Thượng thời Tam Quốc trong lịch sử Trung Quốc.

## Hoàn cảnh
Sau khi đại bại ở trận Quan Độ, Viên Thiệu suy sụp, ốm nặng rồi qua đời năm 202. Các con Viên Thiệu là Viên Đàm (con cả) và Viên Thượng (con út) tranh giành quyền thừa kế. Viên Thượng tự lập làm Châu mục Ký châu kiêm đốc Ký U Tinh Thanh tứ châu quân sự. Viên Đàm tự xưng là Xa kỵ tướng quân.
Hai anh em bất hòa nhưng vẫn liên minh chống Tào Tháo. Viên Đàm đóng ở Lê Dương, Viên Thượng giữ Nghiệp Thành. Năm 203, Tào Tháo sau nhiều tháng đánh Ký châu không được, bèn nghe lời Quách Gia rút quân về nam cho họ Viên đánh lẫn nhau.
Quả nhiên khi quân Tào rút lui, anh em họ Viên lại xung đột. Viên Thượng giao cho Thẩm Phối giữ Nghiệp Thành (thủ phủ Ký châu), còn mình mang quân đánh Thanh châu. Viên Đàm thua trận, bị Viên Thượng truy kích đến Bình Nguyên – thủ huyện của Thanh châu.
Đầu năm 204 Tào Tháo khởi đại binh đến đánh Nghiệp Thành.

## Diễn biến

### Thẩm Phối phòng thủ
Viên Thượng nghe tin Tào Tháo mang đại binh tới Lê Dương, vội lui binh trở về giữ. Nhưng Tào Tháo cố ý chỉnh đốn binh mã, sai quân ngày ngày thong thả đào một con sông dẫn nước Hồng thủy thông tới Bạch Câu, tuyên bố muốn dùng đó làm đường vận lương. Viên Thượng cho rằng Tào Tháo đào sông còn mất lâu ngày, nên tháng 2 năm 204 lại mang quân sang đánh Viên Đàm ở Bình Nguyên. Tào Tháo thấy Viên Thượng đã đi bèn mang quân áp sát Nghiệp Thành.
Thẩm Phối được Viên Thượng giao giữ Nghiệp Thành, hết sức lo việc phòng thủ. Trong khi Thẩm Phối ra sức chống quân Tào tấn công thì một thủ hạ trong thành là Phùng Lễ có ý đầu hàng Tào Tháo.
Phùng Lễ muốn làm nội ứng cho họ Tào, bèn ra mở cửa Hộ Thành (hay Đột Môn) phía thành ngoài, đón 300 quân Tào kéo vào.
Thẩm Phối đứng trên thành trông thấy, vội lệnh cho quân trong thành mang nhiều đá tới, từ trên tường thành ném xuống cửa Hộ Thành, lấp kín chỗ đó. Kết quả Phùng Lễ và 300 quân Tào đều bị giết.
Tào Tháo vây đánh từ mùa xuân không hạ được. Sang tháng 5, ông sai quân đào hào dài 40 dặm quanh Nghiệp Thành.

### Tào Tháo dẫn nước sông Chương
Thẩm Phối đứng trên thành thấy quân Tào đào hào, nhưng thấy hào quân Tào đào vừa hẹp vừa cạn mà người nào cũng có thể nhảy qua. Do đó Thẩm Phối có ý coi thường, cho rằng hào đó vô hại, Tào Tháo không hiểu biết về quân sự và không quan tâm tới con hào đó.
Nhưng mấy hôm sau, Tào Tháo đốc thúc quân lính làm gấp vào ban đêm, chỉ sau một đêm hào đó vừa rộng vừa sâu: chiều rộng 2 trượng, chiều sâu cũng 2 trượng. Sau đó, Tào Tháo sai quân dẫn nước sông Chương vào hào.
Bị hào nước sâu có nước sông Chương vây bọc, Nghiệp Thành bị trở thành đảo bị cô lập, hoàn toàn ngăn cách với bên ngoài. Thành bị nước ngăn liên tiếp trong 3 tháng, từ tháng 5 đến tháng 8, nhân dân trong thành không thể ra kiếm lương, bị chết đói quá nửa.

### Viện binh Viên Thượng
Tháng 7 năm đó, Viên Thượng nghe tin Nghiệp Thành bị Tào Tháo vây bức, bèn ngừng tấn công Viên Đàm ở Bình Nguyên, mang 1 vạn quân về cứu Nghiệp Thành. Viên Thượng tới gần Nghiệp Thành bèn đốt lửa làm hiệu, định hội với quân Thẩm Phối ra cùng giáp công.
Tào Tháo nghe tin Viên Thượng trở về bèn điều quân chặn đánh, mặt khác ông vẫn sai quân án ngữ để đề phòng Thẩm Phối. Thẩm Phối thấy lửa hiệu của Viên Thượng, bèn mở cửa thành thúc quân ra tiếp ứng, nhưng bị quân Tào đánh rát không thể ra được, phải bật trở vào trong thành tiếp tục cố thủ.
Viên Thượng tiến tới eo sông Chương thì bị quân Tào vây chặt. Viên Thượng thấy tình thế cấp bách bèn viết thư sai người đưa sang cho Tào Tháo xin giảng hòa. Tuy nhiên Tào Tháo tiếp thư không chấp nhận, trong khi đó thì bộ tướng của Viên Thượng là Mã Diên bỏ chủ chạy sang hàng Tào Tháo.
Hơn 1 vạn quân Viên Thượng tan rã. Viên Thượng sợ hãi, phải bỏ cả áo giáp, ấn thụ và vật nặng mà bỏ chạy sang nước Trung Sơn.

### Tào Tháo hạ thành
Tào Tháo bắt được đồ tùy thân của Viên Thượng, mang tới chân thành bày ra cho quân trong thành xem. Trong thành biết tin Viên Thượng đã đại bại, nhuệ khí suy giảm.
Nghiệp Thành không còn viện binh, nhưng Thẩm Phối vẫn kiên cường giữ thành. Ông sai quân cung nỏ cứng ra ngoài thành mai phục ở những con đường Tào Tháo hay đi tuần tra qua. Có lần quân cung nỏ của Thẩm Phối bắn suýt trúng Tào Tháo.
Trong khi Tào Tháo chưa có cách nào hạ được thành thì cháu Thẩm Phối là Thẩm Vinh giữ chức Đông môn hiệu úy có ý hàng Tào. Thẩm Vinh nửa đêm mở cửa đông cho quân Tào kéo vào thành.
Thẩm Phối không ngờ bị cháu phản lại, vội lĩnh quân trong thành ra chặn đánh quân Tào trong các ngõ hẻm, cố kháng cự đến cùng. Nhưng sau vài giờ vì thế yếu, Thẩm Phối bị quân Tào bắt. Nghiệp Thành bị quân Tào hạ.

## Hậu quả và ý nghĩa
Thẩm Phối bị bắt nhưng nhất quyết không hàng Tào Tháo, dù Tào Tháo rất muốn dụ hàng. Cuối cùng Tào Tháo đành mang Thẩm Phối ra chém. Trong số gia quyến họ Viên trong thành bị quân Tào bắt có chị dâu Viên Thượng là Chân Lạc (vợ Viên Hy). Con Tào Tháo là Tào Phi vào Nghiệp Thành thấy Chân Lạc xinh đẹp bèn lấy làm vợ, sau này sinh ra vua thứ 2 nhà Tào Ngụy là Tào Tuấn.
Nghiệp Thành là thủ phủ của Ký châu, mà Ký châu là trung tâm của chính quyền họ Viên ở Hà Bắc. Sau khi nghe tin Nghiệp Thành bị hạ, cháu Viên Thiệu là Cao Cán ở Tinh châu cũng đầu hàng Tào Tháo. Tào Tháo tiếp tục tận dụng lúc anh em họ Viên đánh giết lẫn nhau, sau đó lần lượt công hạ các châu Thanh, U, tiêu diệt thế lực họ Viên, thống nhất Hà Bắc, trở thành quân phiệt lớn nhất miền bắc Trung Quốc.